# 周嶠
周峤（5世纪—453年），南朝宋汝南郡安城人。周峤的祖父是黄门侍郎周文，父亲侍中周淳。
周峤娶宋武帝刘裕第四女宣城德公主，他的两个女儿又嫁建平王刘宏、庐江王刘祎。宋文帝时周峤为吴兴郡太守。刘劭弑宋文帝即位，授姑父周峤以冠军将军。刘诞传檄起兵讨刘劭。周峤懦怯不知所从，被府司马丘珍孙所杀。他的弟弟周朗。